# Urbanowa Szczerbina
Urbanowa Szczerbina (słow. Dromedárova štrbina) – przełęcz położona na wysokości ok. 2365 m n.p.m. w bocznej grani Tatr odchodzącej od Małego Gerlacha na południowy zachód, w słowackich Tatrach Wysokich. Przełęcz oddziela od siebie grań Urbanowych Turni (dokładnie Urbanową Turnię I) od Urbanowej Czuby. Urbanowa Szczerbina nie jest dostępna dla turystów, ponieważ na jej siodło nie prowadzą żadne znakowane szlaki turystyczne. Dla taterników najłatwiejszy dostęp do Urbanowej Szczerbiny stanowi Gerlachowski Kocioł.
Urbanowa Szczerbina była znana myśliwym od dawna. Rejony przełęczy stanowiły dogodne miejsce do polowań.